# Шелест, Пётр Ефимович
Пётр Ефи́мович Ше́лест (укр. Петро Юхимович Шелест; 14 февраля 1908 года, с. Андреевка, Змиевской уезд, Харьковская губерния, Российская империя — 22 января 1996 года, Москва, Россия) — советский украинский партийный и государственный деятель, первый секретарь ЦК КП Украины (1963—1972). Заместитель председателя Совета министров СССР (1972—1973). Герой Социалистического Труда (1968).
Член ВКП(б) с апреля 1928 года. Член ЦК КПСС (1961—1976), член Политбюро (Президиума) ЦК КПСС (1964—1973) (кандидат в члены Президиума ЦК КПСС в 1963—1964). Депутат Верховного Совета СССР (1958—1974), член Президиума Верховного Совета СССР (1966—1972).

## Биография
Родился 14 февраля 1908 года в селе Андреевка Змиевского уезда Харьковской губернии (ныне Балаклейский район Харьковской области Украины) в семье крестьянина-бедняка, полного Георгиевского кавалера Русской-турецкой войны Ефима Дмитриевича Шелеста. Семья была многодетная: от первого брака у Ефима Дмитриевича было двое детей — Яков и Агафья, а во втором браке с Марией Ефимовной Павлюк, у которой был сын Семен, родилось еще четверо — Мария, Петр, Дмитрий, Юлия.
Окончил земскую четырёхлетнюю школу (1913—1917). Батрачил, работал почтальоном, с 1922 года ремонтником на железной дороге. В октябре 1923 года вступил в комсомол, служил в ЧОНе.
С 1926 года на комсомольской работе.
В 1927—1928 (1926—1927?) годах учился в Изюмской окружной одногодичной совпартийной школе.
В 1928 году — секретарь Боровского районного комитета комсомола Харьковского округа.
В 1929 году месяц на учёбе во Владикавказской горно-пулемётной школе, после направлен в Харьков на учёбу в трёхгодичную партийную школу имени Артёма. С 1930 года на учёбе сначала на рабочем, потом на металлургическом факультетах Харьковского института народного хозяйства (в том же году Харьковский инженерно-экономический институт), не окончил. В составе комсомольских отрядов участвовал в проведении коллективизации. В 1932 году без отрыва от учёбы работал редактором радиогазеты «Комсомолец Украины».
В 1932—1935 годах работал на Мариупольском металлургическом комбинате им. Ильича и одновременно учился на вечернем отделении факультета по горячей обработке металлов Мариупольского металлургического института (инженер-механик). В 1935—1936 годах работал в Харькове в Главморсудснабе.
В 1936—1937 годах служил в рядах Красной Армии курсантом 30-го отдельного учебного танкового батальона в Днепропетровске, по сроку выпуска аттестован старшим лейтенантом.

### Начало карьеры
В 1937—1940 годах работал на Харьковском заводе «Серп и молот» начальником цеха, с 1939 года — главным инженером. В 1940 году назначен главным технологом харьковского завода № 75.
С 1940 года на партийной работе: секретарь Харьковского горкома партии по оборонной промышленности в 1940—1941 годах. С декабря 1941 года — заведующий отделом оборонной промышленности Челябинского обкома партии. В 1942—1943 годах — инструктор отдела оборонной промышленности Управления кадров ЦК ВКП(б). С августа 1943 года — парторг Саратовского завода № 306. С августа 1945 года — заместитель по авиационной промышленности секретаря Саратовского обкома партии. С августа 1946 года — парторг Саратовского завода № 292. Некоторое время заочно учился в Высшей партийной школе при ЦК ВКП(б).
В 1948—1950 годах — директор Ленинградского авиационного завода № 272.
В 1950—1954 годах — директор Киевского завода № 473. В 1953 году одновременно некоторое время был первым заместителем председателя Киевского горсовета.
В 1954 году назначен вторым секретарём Киевского горкома Компартии Украины. В 1954—1957 годах — второй секретарь Киевского обкома Компартии Украины. После XX съезда КПСС в апреле-декабре 1956 года возглавлял Комиссию Верховного Совета СССР по реабилитации незаконно репрессированных граждан на территории Киевской и Винницкой областей.
С февраля 1957 года по 1962 год — первый секретарь Киевского обкома партии.
В августе 1962 года был избран секретарём ЦК КПУ по промышленности (выдвинут Хрущёвым и Подгорным), а в декабре 1962 года — председателем Бюро ЦК КПУ по промышленности и строительству.

### Глава Украинской ССР
2 июля 1963 года по прямому предложению Хрущёва был избран первым секретарём ЦК КПУ. Под влиянием Подгорного и Брежнева активно участвовал в смещении Хрущёва, на расширенном Президиуме ЦК КПСС в 1964 году первым выступил с критикой его деятельности.
Был инициатором ввода войск в Чехословакию в 1968 году. Проводил линию на замену чехословацкого руководства более лояльной к Москве группой руководителей. На переговорах в Москве применял антисемитские оскорбления по отношению к члену Политбюро Чехословацкой компартии, активному деятелю Пражской весны Франтишеку Кригелю.
19 мая 1972 года по предложению Брежнева и по своему согласию был освобождён от обязанностей первого секретаря ЦК КПУ с формулировкой: «В связи с переходом на должность заместителя председателя Совета Министров СССР». Новое назначение Шелест крайне тяжело воспринял лично, полагая, что оно свидетельствовало об интригах против него. На посту заместителя председателя Совмина курировал транспортную систему, здравоохранение, связь, медицинскую, лесную промышленность, министерства тяжёлого и общего машиностроения. Шелест выступил против назначения Владимира Щербицкого первым секретарём ЦК Компартии Украины.
Наиболее весомыми примерами вклада в культуру Украины при непосредственном участии Шелеста являются историко-культурный заповедник на Хортице, Музей народной архитектуры и быта Украины в Пирогове, многотомная «Истории городов и сел Украинской ССР», дворец культуры «Украина».
Лично защищал Николая Винграновского и Ивана Драча от обвинений в национализме. Выступал с критикой поэта Евгения Евтушенко по поводу еврейского национализма. После своей отставки резко негативно оценивал Л. Брежнева. По воспоминаниям Юрия Фиалкова, не отличался высокими манерами в личном общении и в быту, ругался матом.
В апреле 1973 года написал заявление об освобождении от работы в связи с уходом на пенсию, был выведен из Политбюро ЦК КПСС. С мая 1973 года — персональный пенсионер союзного значения.

### Последние годы
В 1974—1984 годы работал начальником опытно-производственного конструкторского бюро на авиационном заводе в Подмосковье.
Последние годы прожил в Москве на Пресне, незадолго до августа 1991 года был избран членом партийной комиссии Краснопресненского райкома КПСС.
В 1991 году приветствовал провозглашение независимости Украины, а в 1993 году впервые после отставки приехал в Киев, о чём давно мечтал, где прошло несколько его публичных выступлений, вызвавших большой интерес.
Скончался 22 января 1996 года в Москве; 13 июня 1996 года перезахоронен на Байковом кладбище в Киеве.
Автор нескольких книг. На основе его воспоминаний были изданы две книги.

### Увековечение памяти
В честь Петра Шелеста в 2011 году названа улица в Деснянском районе города Киева, которая в 2017 году при декоммунизации переименована в честь Николая Плахотнюка.

### Семья
- Жена — Любовь Павловна Банная (ум. в 1942 от саркомы позвоночника). Её брат[6] — Н.П.Банный.
- Жена (с 1942 года) — Ираида Павловна Шелест[укр.] (Попова, девичья фамилия Мозговая;  1913—2007), врач. Похоронена в Киеве на Байковом кладбище рядом с мужем.
- Сын — Борис Петрович Шелест (1933—?), инженер-физик.
  - Внуки — Петр и Ирина
- Сын — Виталий Петрович Шелест (1940—2020), учёный-физик, член-корреспондент НАН Украины
  - Внуки — Алексей и Дмитрий[7]; оба — архитекторы
- Брат — Дмитрий Ефимович Шелест (1910—1980-е) — педагог, учитель математики в киевской школе. Участник Советско-финской войны, Великой Отечественной войны. Награжден медалью «За отвагу», орденом Красной Звезды.

## Награды и звания
- Герой Социалистического Труда (13.02.1968)
- 3 ордена Ленина (14.02.1958; 13.02.1968; 02.12.1971[8][9])
- орден Красной Звезды (16.09.1945)
- медаль «За трудовую доблесть» (25.12.1959)
- медали